# تریپانوزوم کروزی
تریپانوزوم کروزی (نام علمی: Trypanosoma cruzi s) نام یکی از تک یاخته‌های خونی-نسجی می‌باشد.

## ریخت‌شناسی
در خون هم به صورت تاژکدار، طویل و نازک به طول ۲۰ میکرون و هم به صورت کوتاه و پهن و به طول تقریبی ۱۵ میکرون با انتهای خلفی نوک تیز دیده می‌شود. فرم این تک یاخته در خون، تریپوماستیگوت نام دارد که به‌طور مشخص نمای Cشکل یا Sشکل دارد.
در بافت به شکل گرد و آماستیگوت داخل سلولی وجود دارد.

## بیماری
تریپانوزوم کروزی یک بیماری مشترک بین انسان و حیوانات به نام شاگاس یا تریپانوزومیاز آمریکایی را ایجاد می کند.